# Rolnictwo biodynamiczne

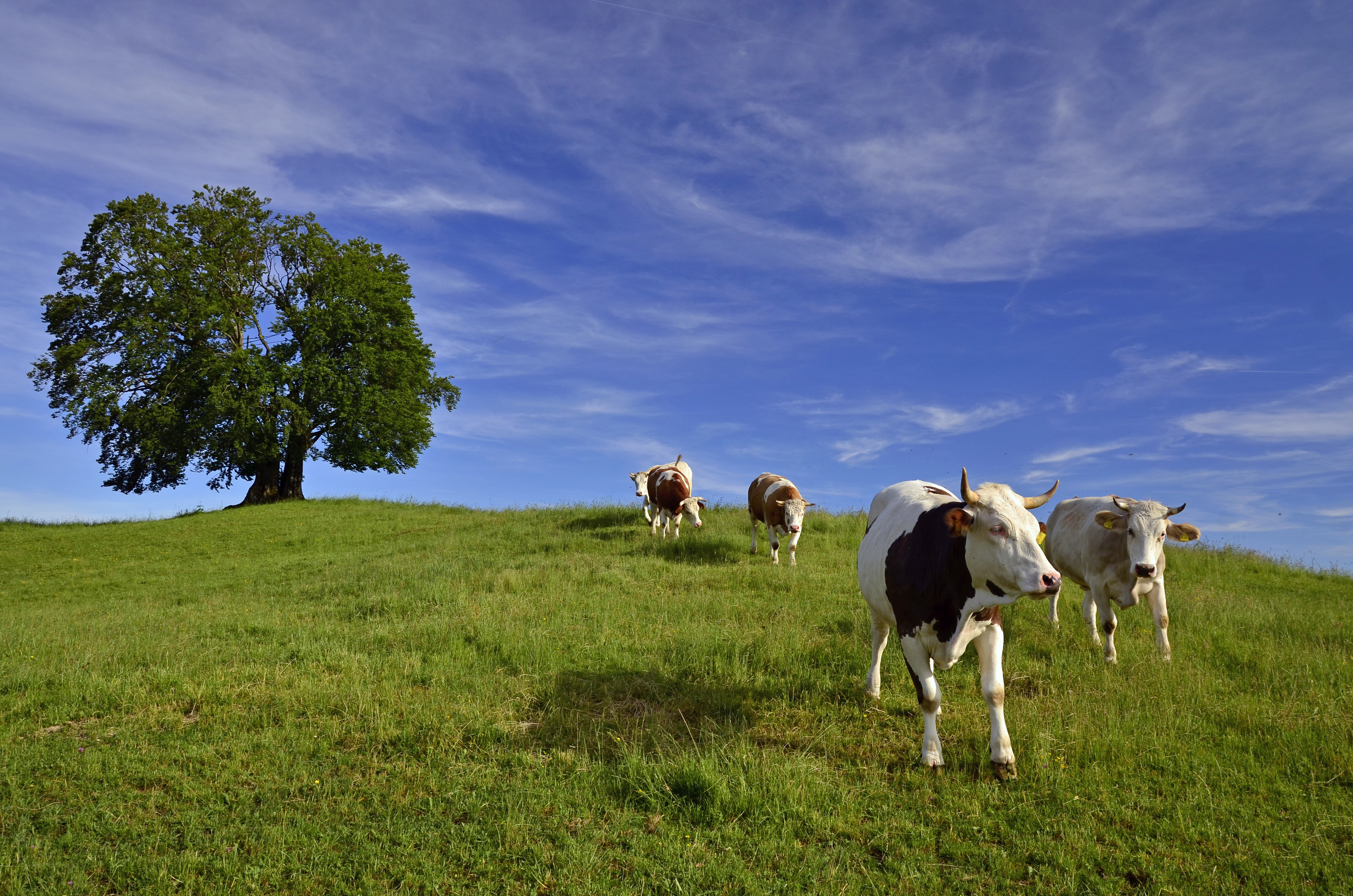
Ekologiczna hodowla krów

Rolnictwo biodynamiczne – rodzaj rolnictwa ekologicznego, opierający się na biodynamice – dziedzinie wiedzy z pogranicza wielu nauk, kosmologii i filozofii. W rolnictwie tym dostrzegalne są elementy antropozofii. Początki rolnictwa biodynamicznego sięgają początków XX w., a za jego twórcę uznaje się Rudolfa Steinera.
Rolnictwo biodynamiczne zyskuje na popularności na przestrzeni lat. Według danych z 2013 roku, powierzchnia upraw biodynamicznych wzrosła o 2% w porównaniu z poprzednim rokiem, osiągając 147 495 hektarów. Liczba przetwórców biodynamicznych zwiększyła się o 5%, a dystrybutorów o 3%. Największe obszary upraw biodynamicznych odnotowano w Niemczech (66 991 ha), Włoszech (8 688 ha) i Francji (8 100 ha). W 2023 roku globalny obszar upraw ekologicznych wzrósł o 2,5 miliona hektarów, osiągając niemal 99 milionów hektarów. Sprzedaż żywności ekologicznej osiągnęła wartość blisko 136 miliardów euro. 
W Europie, według danych z 2021 roku, powierzchnia upraw ekologicznych wyniosła 15,9 miliona hektarów, co stanowi 9,9% całkowitej powierzchni użytków rolnych w UE. Austria, Estonia i Szwecja odnotowały najwyższy udział rolnictwa ekologicznego w całkowitej powierzchni użytków rolnych. 
W rolnictwie biodynamicznym dostrzega się wpływ na plonowanie roślin takich czynników jak: siły kosmosu (biorytmy), siły atmosfery (światło, ciepło, woda) stosowaniu kompostów i preparatów biodynamicznych oraz uwzględnianiu w płodozmianie sąsiedztwa roślin. 
Biodynamika oraz rolnictwo biodynamiczne są prekursorem współczesnego rolnictwa ekologicznego.
Ten rodzaj rolnictwa ekologicznego był dawniej spotykany w Polsce. Za sprawą utworzenia stowarzyszenia „DEMETER-POLSKA – rolnictwo biodynamiczne” od 2005 r. ponownie zaczyna rosnąć liczba gospodarstw stosujących ten rodzaj rolnictwa. W 2023 roku działalność w tym sektorze prowadziło 23 995 producentów, co stanowi wzrost o 4,9% w porównaniu do 2022 roku. Powierzchnia upraw wyniosła 636,1 tys. ha . Najwięcej producentów ekologicznych zlokalizowanych jest w województwach podlaskim, warmińsko-mazurskim oraz mazowieckim. 
Produkty pochodzące z rolnictwa biodynamicznego produkowane są głównie w Niemczech i w Indiach i sprzedawane przede wszystkim pod marką Demeter.
Podstawową rolę w utrzymaniu żyzności gleby odgrywa kompost oraz preparaty biodynamiczne, które produkowane są w gospodarstwach tego typu. 

## Zasady biodynamiki

Pryzma kompostu powszechnie stosowanego w rolnictwie biodynamicznym

- podstawowym założeniem biodynamiki jest połączenie sił człowieka i przyrody w rozwijaniu dobrego, a nie zwalczaniu złego, co ma odbicie we wszystkich aspektach tego ekstensywnego rolnictwa[1],
- w gospodarstwie powinna być równolegle prowadzona produkcja zwierzęca oraz roślinna[1],
- światło, ciepło, woda (siły atmosfery) powinny być wykorzystane w sposób możliwie maksymalnie[1],
- rytmy dobowe oraz roczne (siły kosmosu) powinny być wykorzystane możliwie efektywnie[1],
- kompostowanie w celu maksymalnego ożywienia mikrobiomu gleby i zwiększenia żyzności gleby[1],
- nawozy mineralne mogą być stosowane, jednak niebezpośrednio do gleby[1],
- nawozy mineralne powinny pochodzić ze skał naturalnych, a syntetyczne powinny działać powoli[1],
- w uprawie należy uwzględniać wzajemny korzystny wpływ roślin na siebie[1].
- zwierzętom hodowlanym powinny być zapewnione dobre warunki bytu, właściwa karma, oraz kontakt psychiczny[1].